# Hopper et le Hamster des ténèbres
Série film Hopper
Hopper et le secret de la marmotte
(2025)
Pour plus de détails, voir Fiche technique et Distribution.
Hopper et le Hamster des ténèbres (Chickenhare and the Hamster of Darkness) est un film d'animation franco-belge produit par nWave Pictures réalisé par Ben Stassen et Benjamin Mousquet et sorti en 2022. Se déroulant dans un monde fantastique luxuriant, le film suit les aventures et le parcours de passage à l'âge adulte de Chickenhare, un héros unique en son genre né mi-poulet et mi-lapin, qui a envie de s'intégrer et de devenir un aventurier malgré ses différences.

## Synopsis
Né mi-poulet et mi-lapin, le jeune Hopper a été abandonné alors qu'il n'était qu'un bébé et recueilli par le roi Arthur, un explorateur intrépide admiré par son peuple. Désireux de s'intégrer et de se sentir aimé malgré ses différences, Hopper est obsédé par l'aventure... même s'il est maladroit. Il rêve de suivre les traces de son père, mais le déguisement d'explorateur qu'il utilise pour cacher ses plumes et ses pattes de poulet ne fait pas de lui un aventurier. Après avoir échoué à la grande course d'obstacles de la Royal Society, Hopper se résout à se faire une nouvelle réputation et à trouver le plus grand trésor de tous les temps : le Hamster des Ténèbres. Il se trouve que c'est exactement ce que le plus grand méchant du royaume - son propre oncle Harold - est en train de comploter ! Lorsque Harold s'évade de prison et menace de renverser son père, Hopper se lance dans une course épique contre la montre pour l'arrêter, avec son serviteur et meilleur ami Archie, une tortue sarcastique. Les explorateurs en herbe croisent bientôt le chemin d'une moufette courageuse, franche et experte en arts martiaux, Meg, qui les prend sous son aile et accepte de les accompagner en tant que guide. Alors que le trio improbable progresse dans la forêt de bambous et se fait capturer par les cochons inhospitaliers qui y vivent, Hopper et Archie doivent faire confiance à leur nouvelle amie lorsqu'elle propose un plan d'évasion génial qui implique les caractéristiques corporelles les plus détestées de Hopper : sa partie de poulet. Car Meg sait exactement comment transformer une différence en une véritable force ! Alors que leur quête périlleuse les rapproche du Hamster des Ténèbres plus qu'ils ne l'auraient jamais cru, les trois amis réalisent qu'ils ont beaucoup en commun et qu'ils n'ont d'autre choix que d'embrasser courageusement leurs différences pour surmonter les nombreux obstacles qu'ils rencontreront.

## Fiche technique
- Titre original : Chickenhare and the Hamster of Darkness
- Titre français : Hopper et le Hamster des ténèbres
- Réalisation : Ben Stassen et Benjamin Mousquet
- Scénario : Dave Collard, d'après l’œuvre de Chris Grine
- Production : Ben Stassen, Caroline Van Iseghem et Matthieu Zeller
  - Déléguée : Matthieu Gondinet
  - Exécutive : Vincent Philbert
- Sociétés de production : nWave Pictures et Octopolis
- Sociétés de distribution : Sony Pictures Releasing France (France) et Lionsgate (États-Unis)
- Pays d'origine :  France et  Belgique
- Langue originale : français et anglais
- Format : couleur — 2,35:1
- Genre : Animation, comédie d'aventure fantastique
- Durée : 91 minutes
- Dates de sortie : 
  - Russie : 3 février 2022 (première mondiale)
  - France, Belgique : 16 février 2022[2],[3]
  - États-Unis : 4 mars 2022

## Distribution
- Thomas Solivérès : Hopper Chickenson
- Chloé Jouannet : Meg
- Nicolas Maury : Archie
- Frédéric Popovic : Harold, l'oncle de Hopper
- Antoine Schoumsky : Barry
- Richard Leroussel : Rusty
- Antoine Ferey : Stanley
- Laurent Jacquet : Peter
- Nicolas Buchoux : Phacochère
- Alan Aubert-Carlin : Lance

 Source et légende : version française (VF) sur RS Doublage , 20 Minutes.fr et selon le carton du doublage français cinématographique.

## Bande-son
Hopper et le Hamster des Ténèbres marque une nouvelle collaboration de nWave avec le trio pop-rock Puggy, après Bigfoot Junior et Bigfoot Family avec l'aide du musicien Pavel Guerchovitch. La bande son est interprétée par des musiciens classiques. Enregistrés par une soixantaine de musiciens classiques sous la direction du chef d'orchestre Stéphan Gaubert à l'ensemble Paris Seine Musicale.

## Production
Bien avant la sortie de Bigfoot Family, le studio nWave avait déjà commencé à se pencher sur sa prochaine production.
Au début de l'année 2021, le président-directeur général de nWave Pictures, Matthieu Zeller, a annoncé à Variety que Sony Pictures International productions s'associait au réalisateur Ben Stassen pour le nouveau long métrage d'animation de nWave. "Hopper et le Hamster des Ténèbres" serait basé sur les romans graphiques créés par Chris Grine et publiés par Dark Horse Comics. Son scénario, quant à lui, serait l'œuvre de Dave Collard avec des réécritures de Ben Stassen et Benjamin Mousquet.
La production de Chickenhare a débuté fin 2019 et s'est achevée début janvier 2022, nécessitant trois années entières de travail et près de 200 personnes. Benjamin Mousquet, qui a fait ses débuts de réalisateur aux côtés de Stassen après avoir travaillé au studio en tant qu'animateur pendant de nombreuses années, a été immédiatement attiré par les thèmes d'inclusion et d'amitié du film,. Les deux réalisateurs ont apprécié d'inclure des références à des franchises comme Indiana Jones.
Une suite intitulée Hopper et le secret de la marmotte est prévue pour le 15 octobre 2025.

## Sortie

### Accueil
Sur le site AlloCiné, le long-métrage d'animation recueille une note moyenne de 3,3/5 pour 7 titres de presse. CNews parle d'un dessin au "design soigné", 20 Minutes parle de "scènes spectaculaires et de gags bon enfants". Première retient un "récit qui célèbre les différences comme un atout, sans verser dans la mièvrerie". Pour Télérama, le film reste "académique, sans surprise".

### Box-office
Le jour de sa sortie, le film d'animation se place en 3e du box-office français avec 73 568 entrées, dont 33 038 en avant-première, pour 516 copies. Il est derrière la comédie française Maison de retraite (135 018) et devant le film d'aventure King (61 960). Le film se hisse à la 7e place du box-office français pour sa première semaine d'exploitation. Il cumule 211 019 entrées, devant le drame français Un autre monde (195 408) et derrière Mort sur le Nil (217 714). Le film perd deux places avec ses 94 585 entrées (305 604 entrées cumulées), succédant à Un autre monde (100 339) et précédant la nouveauté Blacklight (83 546). Au bout d'une 3e semaine d'exploitation, 67 347 entrées supplémentaires s'ajoutent au décompte du box-office français pour 372 951 entrées supplémentaires. Le film d'animation descend au 10e rang, derrière Mort sur le Nil (76 347).